# Тысяча франков «Коммерция и индустрия»
Тысяча франков Коммерция и индустрия — французская банкнота, эскиз которой был утверждён 20 октября 1940 года, выпускавшаяся в обращение Банком Франции c 20 октября 1940 года по 19 мая 1944 года до замены на банкноту Тысяча франков «Деметра».

## История
Эта полихромная банкнота, сюжетом которой стали аллегории.
Банкнота вышла небольшим тиражом, печать банкноты была в конце 1940 — начале 1941 года, затем в июле 1944 года, чуть меньше года.
Она была изъята из обращения и лишена статуса законного платежного средства 4 июня 1945 года. Общий тираж составил 120 000 000 экземпляров.

## Описание
Эта банкнота является работой художника Henry Cheffer и гравёров Camille Beltrand и Ernest-Pierre Deloche.
Преобладающие тона — сине-розово-зеленые, пастельные тона.
Спереди: обращенные друг к другу в двух круглых картушах головы женщин, увенчанные венками, символизирующими сельское хозяйство, они окружены рамкой из листвы, цветов и фруктов.
На обороте: аллегория труда и торговли с кузнецом слева на фоне работающих фабрик и справа Меркурий, бог торговли и путешественников, перед торговыми судами.
Водяной знак изображает женскую голову, увенчанную цветами.
Размеры 195 мм х 118 мм.
Созданная до появления новой банкноты номиналом в 1000 франков Деметра, ее выпуск был фактически отменен из-за нехватки цветных чернил и бумаги, вызванными войной; в начале 1944 года l’Institut monétaire возобновил производство банкноты.